# Абдулає Камара
Абдулає Камара (фр. Abdoulaye Camara, нар. 2 січня 1980, Бамако) — малійський футболіст, що грав на позиції захисника. У складі національної збірної Малі був учасником Кубка африканських націй 2002 року.

## Клубна кар'єра
У дорослому футболі дебютував виступами на батьківщині за «Онз Креатурс», після чого 1997 року потрапив до Європи, де після недовгих виступів за словенський «Копер» опинився в італійському «Удінезе». Втім в команді з Удіне малієць зікріпитись не зумів і зіграв лише дві гри у Серії А в сезоні 1999/00.
2000 року Камара перебрався до Бельгії, де сезон провів у клубі другого дивізіону «Серкль» (Брюгге), після чого знову став виступати в Італії, цього разу за «Кастель-ді-Сангро» з Серії С1.
У сезоні 2002/03 був у заявці бельгійського «Лув'єрваза», який здобув національний кубок, втім малієць до основної команди не залучався, через що перейшов у французький «Гренобль», де теж не став основним, зігравши у Лізі 2 за основу лише 4 гри, після чого грав у резервній команді в п'ятому дивізіоні. Згодом там же грав за іншу аматорську команду «Ешироль».
З 2007 року Камара грав у ПАР за клуби «Танда Роял Зулу», АК (Родепорт) та «Батчерфілл Роверс» (Дурбан), але 2010 року повернувся до Франції, де знову грав за «Ешироль» аж до завершення ігрової кар'єри у 2013 році.

## Виступи за збірні
З юнацькою збірної Малі був учасником юнацького чемпіонату світу 1995 року, на якому зіграв у трьох матчах.
1999 року залучався до складу молодіжної збірної Малі. У її складі взяв участь у молодіжному чемпіонаті світу 1999 року в Нігерії, де забив два голи, а Малі стала бронзовим призером турніру.
1997 року дебютував в офіційних матчах у складі національної збірної Малі і разом з нею був учасником домашнього Кубка африканських націй 2002 року у Малі. Він зіграв там один матч, з Ліберією (1:1) і зайняв 4-е місце на цьому турнірі. Всього протягом кар'єри у національній команді провів у її формі 10 матчів.